# Анода
Анода је позитивна електрода кроз коју струја улази у поларизовани електрични уређај. Анода је супротно од катоде, кроз коју струја излази из електричног уређаја. Смер струје (проток позитивног наелектрисања) у колу супротан је смеру протока електрона, тако да (негативно наелектрисани) електрони излазе из аноде у спољашње коло. Она привлачи негативно наелектрисане јоне, анјоне, а ако није инертна испушта позитивно наелектрисане јоне - (катјоне) а. На аноди се одвија оксидација јер јој анјон предаје један или више својих електрона.
У електронским цијевима, анода је позитивна електрода према којој се крећу електрони. Анода је такође жица или плоча која има вишак позитивног наелектрисања. Зато анјони теже да се крећу ка аноди.

## Проток наелектрисања
Термини анода и катода нису дефинисани напоном поларитета електрода, већ смером струје кроз електроду. Анода је електрода кроз коју струја улази у уређај из спољашњег кола, док је катода електрода кроз коју струја тече из уређаја. Ако струја кроз електроде окрене смер, као што се дешава у акумулатору кад се пуни, на пример, именовање електрода као аноде и катоде је обрнуто.
Струја не зависи само од смера кретања носилаца наелектрисања, већ и од наелектрисања носилаца. Струје изван уређаја обично носе електрони у металном проводнику. Пошто су електрони негативно наелектрисани, смер протока електрона је супротан смеру струје. Због тога електрони излазе из уређаја кроз аноду, а улазе кроз катоду.
Дефиниција аноде и катоде је мало другачија за електричне уређаје као што су диоде и вакуумске цеви, где је именовање фиксно и не зависи од протока наелектрисања. Ови уређаји обично дозвољавају значајни ток струје у једном смеру и занемарују струју у другом смеру. Због тога се електроде називају према смеру ове „значајне” струје. У диоди је анода терминал преко којег струја улази, а катода је терминал кроз који струја излази. Називи електрода се не мењају у случајевима када реверзна струја тече кроз уређај. Слично томе, у вакуумској цијеви само једна електрода може емитовати електроне у евакуирану цев због загрејавања филаментом, тако да електрони могу само ући у уређај из спољног кола кроз загрејану електроду. Стога је ова електрода трајно названа катода, а електрода кроз коју електрони излазе из епрувете је названа анода.